# 魏璋
魏璋（1443年—？），字廷圭，河南開封府鄢陵縣人，明朝官員，同進士出身。

## 生平
早年出身國子生，河南鄉試第六十八名。成化十一年（1475年）乙未科會試第四十七名，殿試登進士第三甲第五十一名，授武进知县，擢監察御史。弘治元年，湯鼐彈劾數人，其中言語集中于劉吉，劉吉則故意派人對魏璋稱，只要能夠彈劾湯鼐，就能取代成為僉都御史。魏璋於是彈劾湯鼐成功，升爲大理寺丞。吉人事敗后，黜為九江同知，悒悒而死。

## 祖父
曾祖父魏文佐，曾任巡檢。祖父魏立。父亲魏榮。